# Jocinei
Jocinei Schad, mais conhecido como Jocinei (Timbó, 4 de fevereiro de 1990), é um ex-futebolista brasileiro que atuava como volante.

## Títulos
Joinville
- Campeonato Brasileiro - Série C: 2011

CRB
- Campeonato Alagoano: 2017